# Cibora brunatna
Cibora brunatna (Cyperus fuscus L.) – gatunek rośliny jednorocznej należący do rodziny ciborowatych (Cyperaceae). Jest szeroko rozprzestrzeniona w Europie (z wyjątkiem jej północnej części – sięga do 59° szerokości geograficznej), Azji (po Chiny i Wietnam na wschodzie), w północnej Afryce i na wyspach atlantyckich. Introdukowana rośnie w Ameryce Północnej. Gatunek w Polsce jest niezbyt rzadki. Występuje najczęściej w dolinach rzek, na południowym wschodzie, na Pojezierzu Zachodniopomorskim, rzadszy jest na Mazurach i Dolnym Śląsku. Rośnie na brzegach wód.

## Morfologia

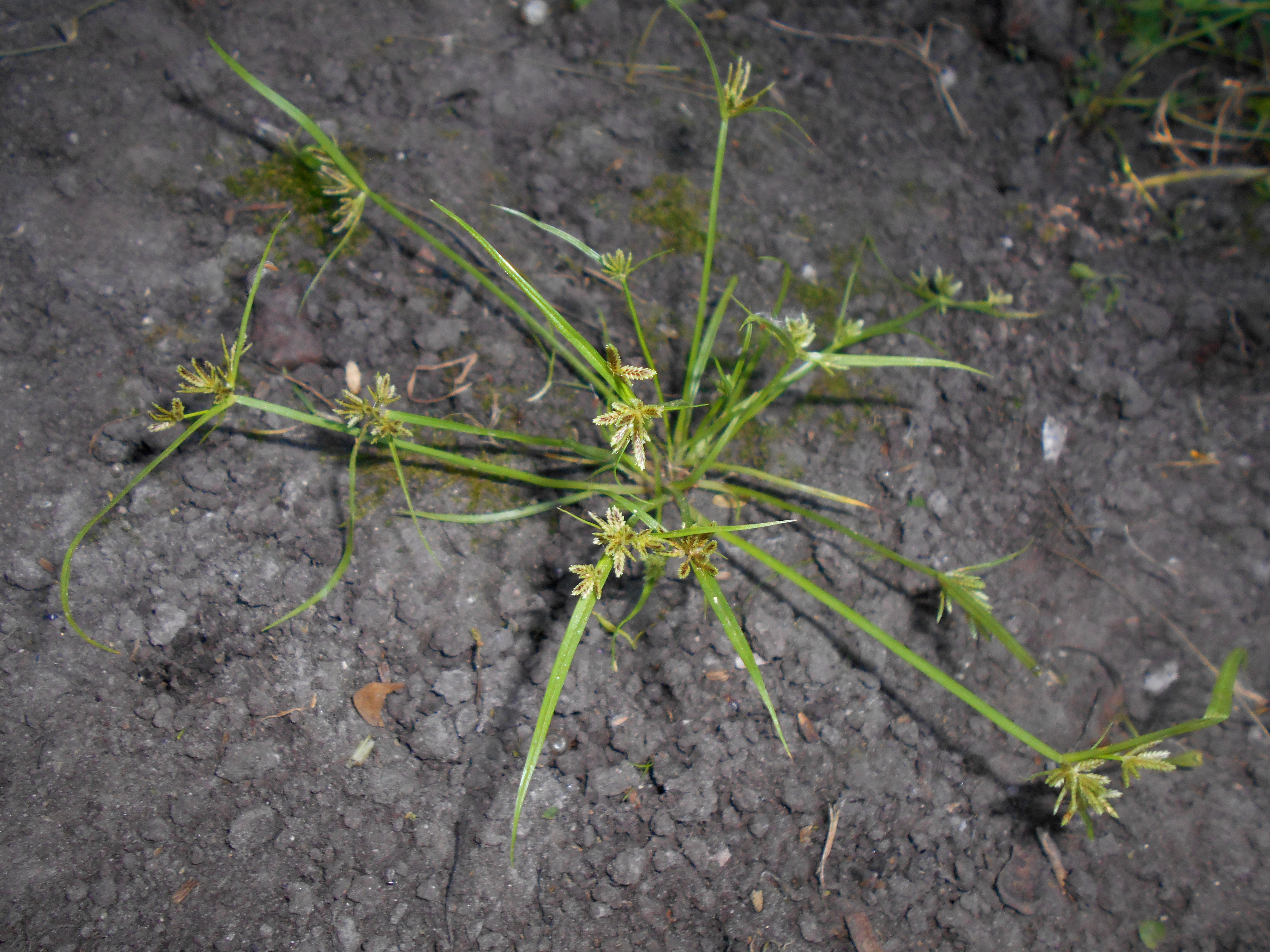
Pokrój
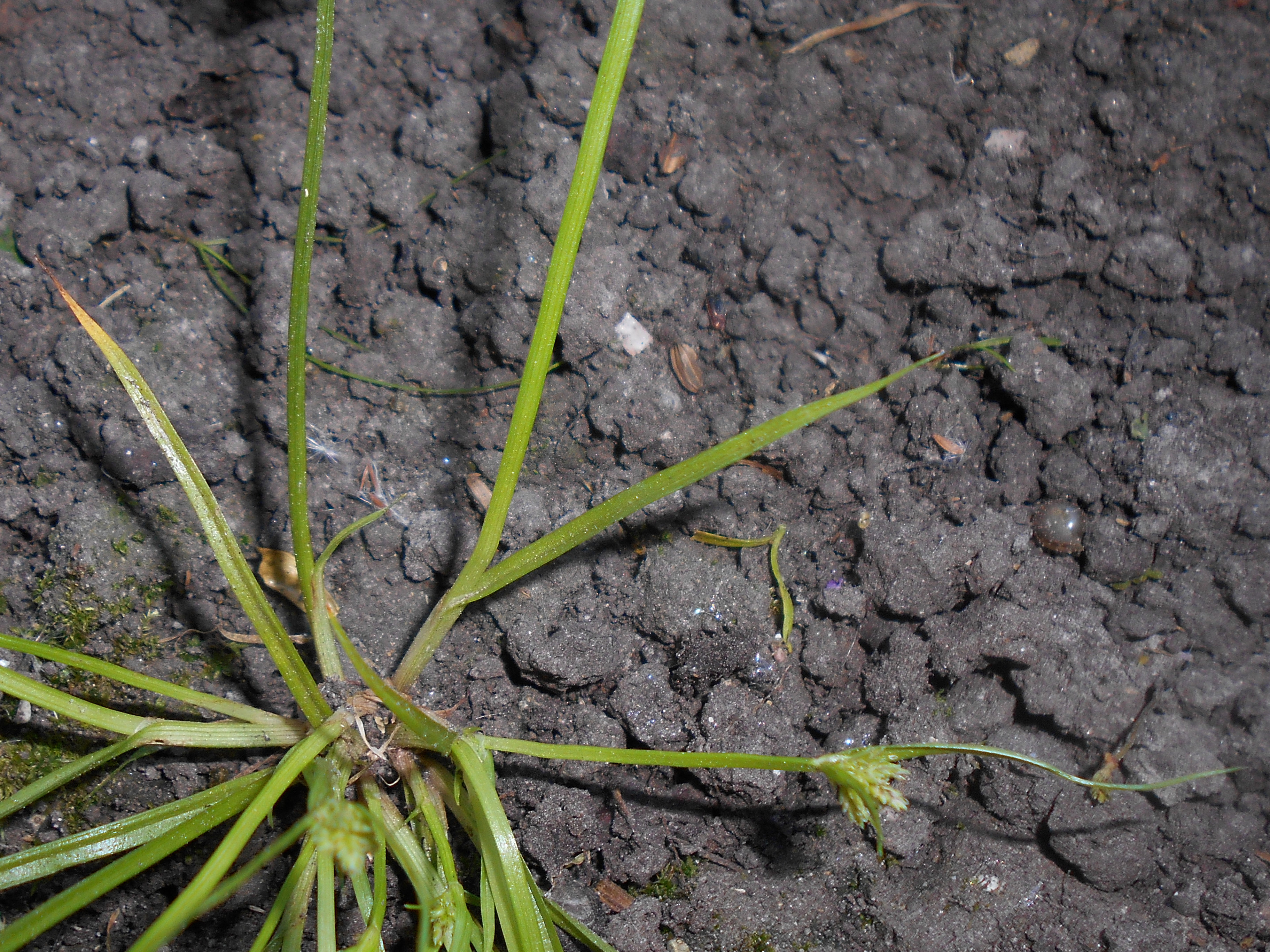
Liście
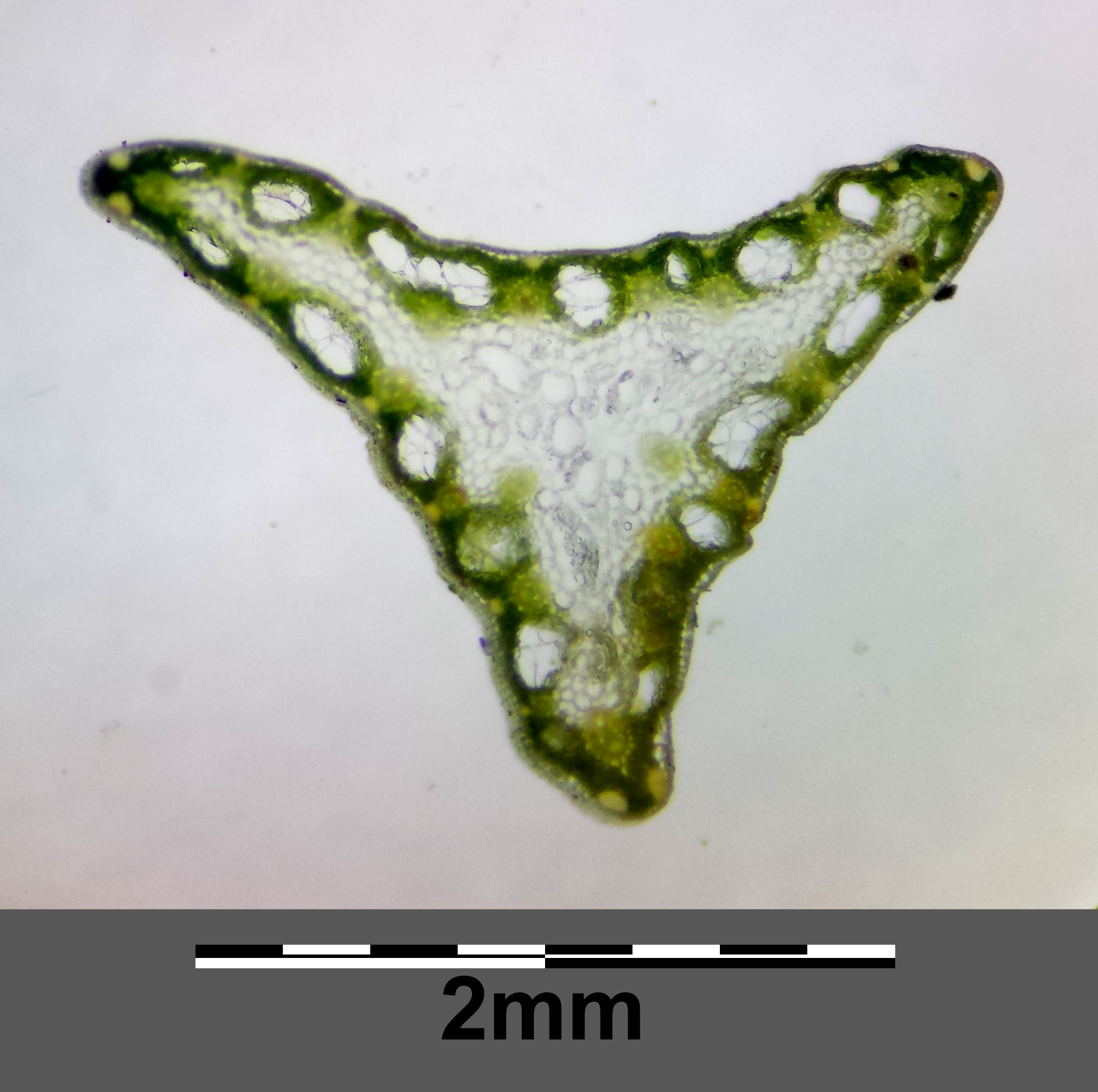
Przekrój łodygi
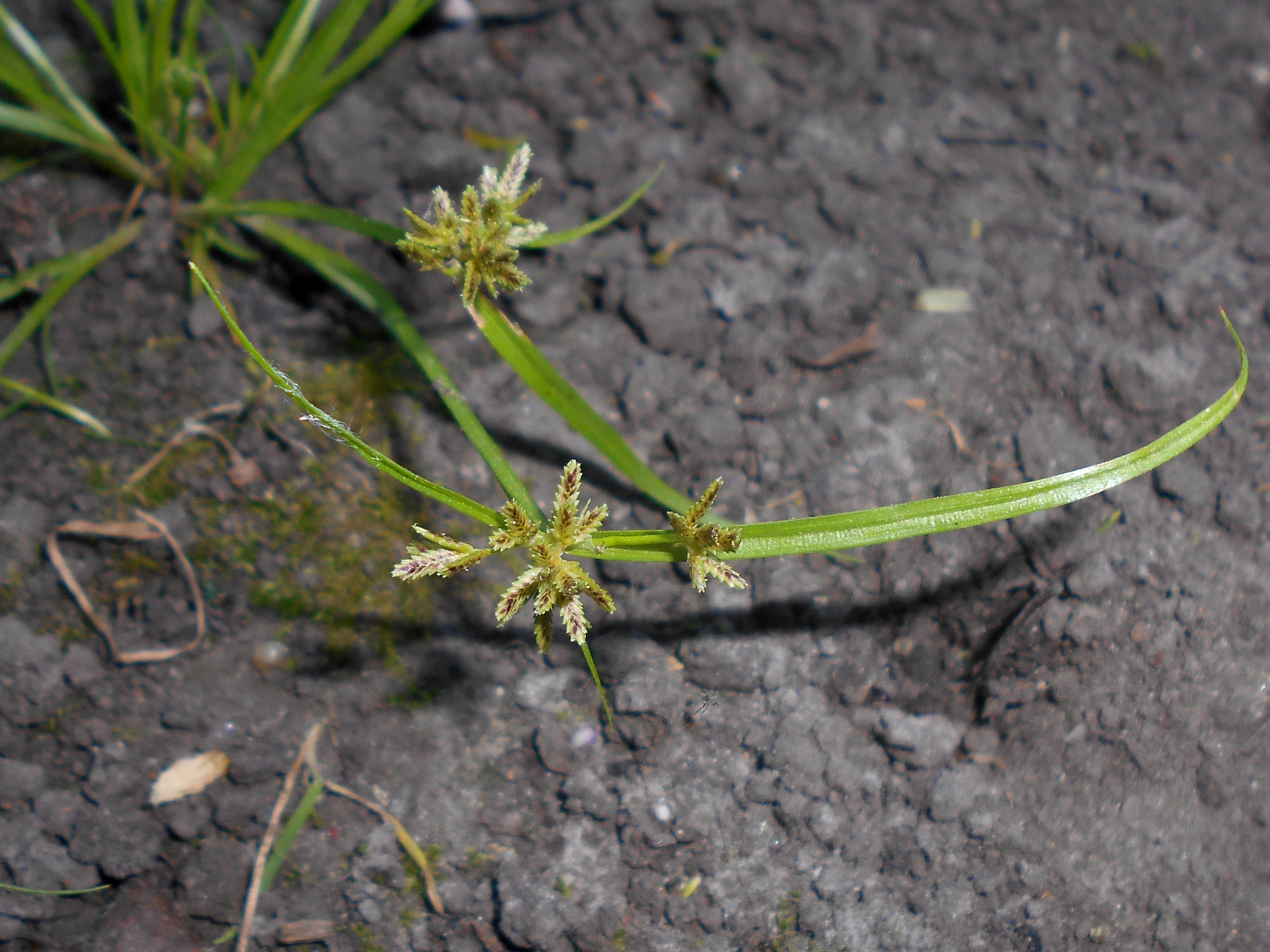
Kwiatostan
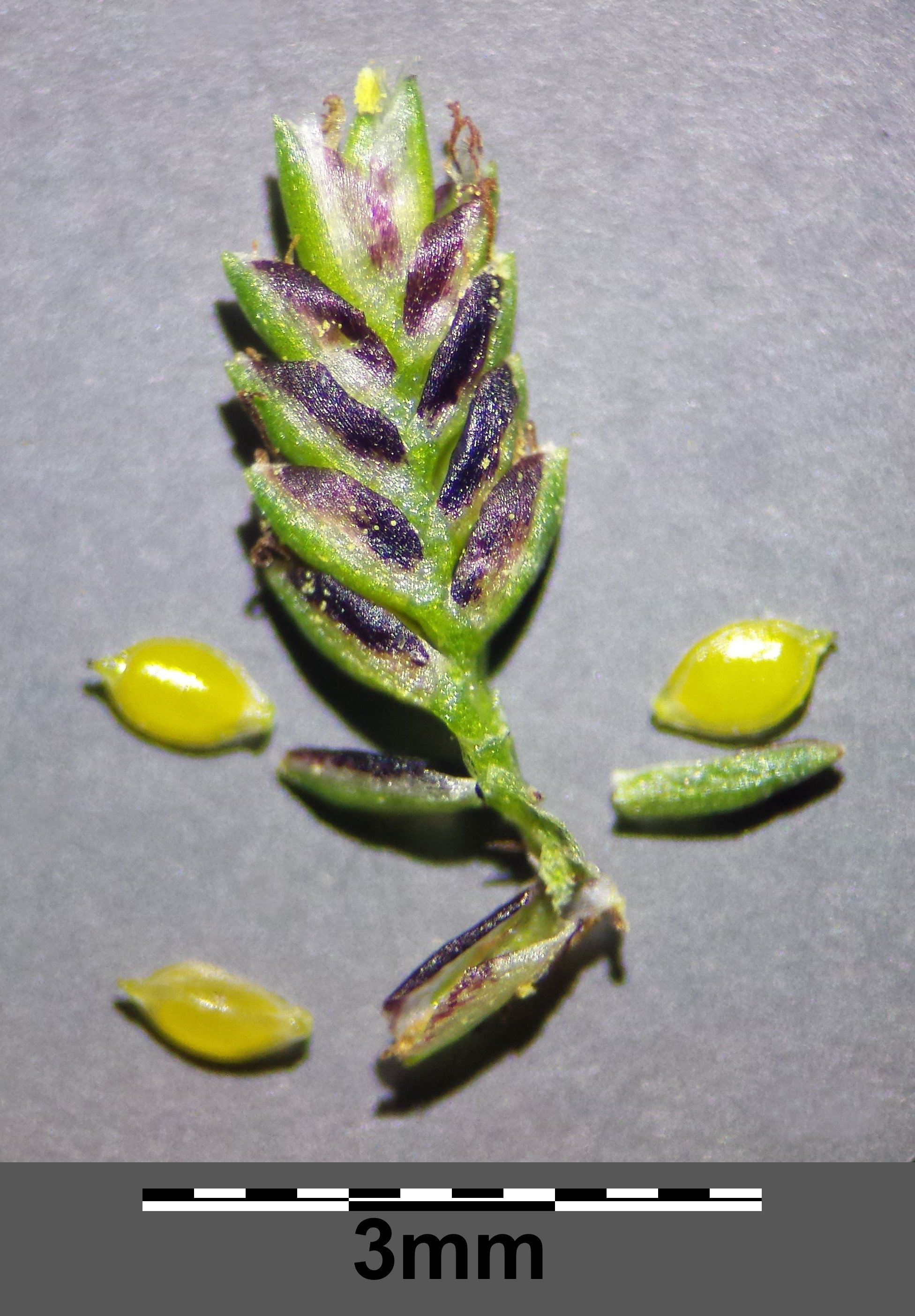
Kłosek
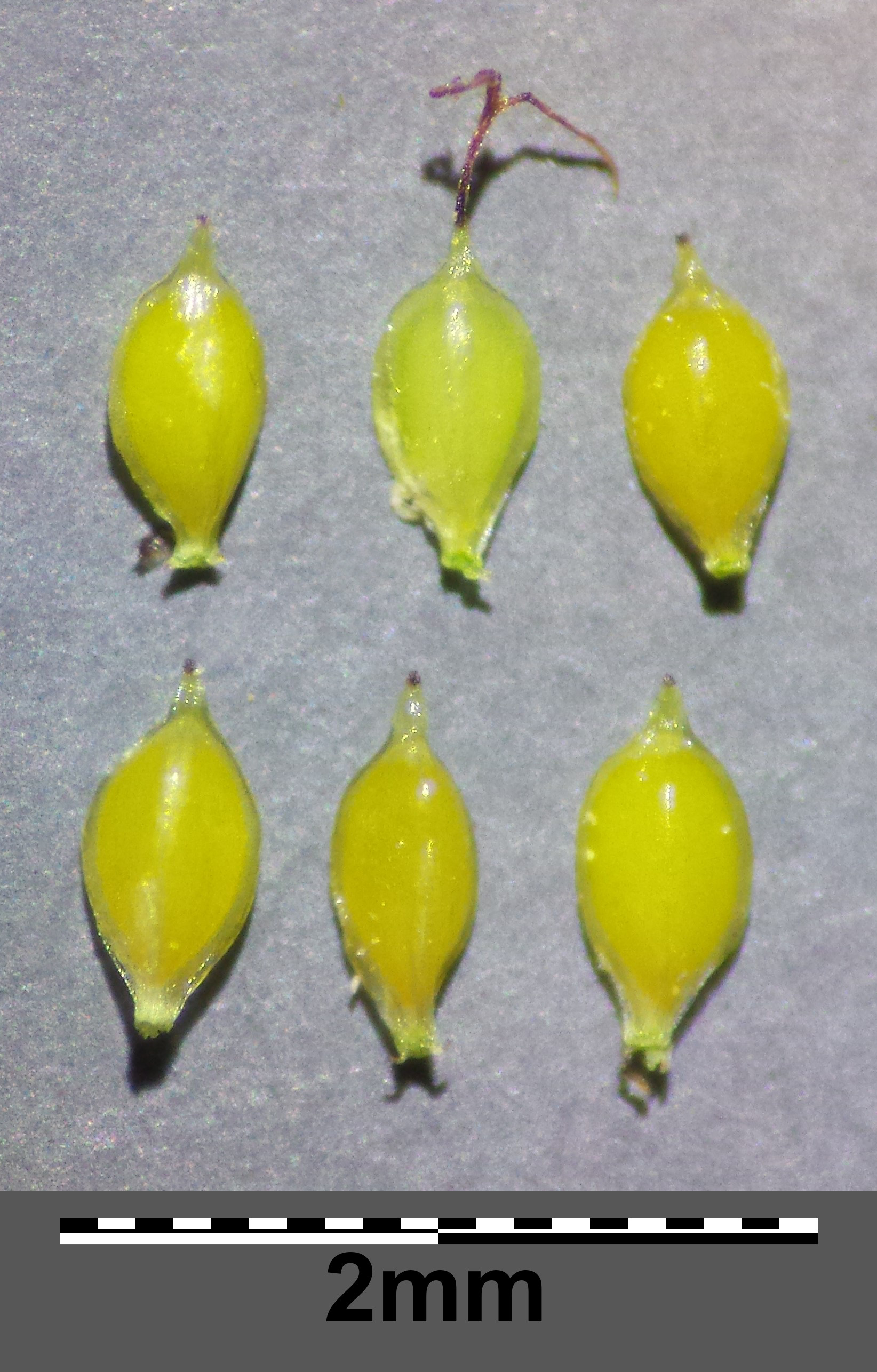
Orzeszki

PokrójRoślina drobnokępkowa, osiągająca od 2 do 30 cm wysokości. Korzenie czerwonawe. Z jednej kępy wyrasta od 3 do 20 łodyg zakończonych kwiatostanami.
ŁodygaGładka, trójkanciasta, grubości 0,6–1,1 mm.
LiścieZwykle nieco krótsze od łodyg, czasem podobnej długości. Wszystkie wyrastają w rozecie przyziemnej, są równowąskie i płaskie, rzadko zgięte wzdłuż, osiągają 2–4 mm szerokości, na brzegu są gładkie.
KwiatyZebrane w kłoski, a te w złożony kwiatostan. U jego podstawy wyrastają trzy odstające i podobne do liści podsadki. Kłoski wąskojajowate do równowąskich, długości 4–7 mm (czasem do 10 mm), siedzące lub krótkoszypułkowe, zebrane są w główkowate skupienia po 5–10. Takich skupień na szczycie jednej łodygi powstaje od 3 do 5. Charakterystyczną ciemną barwę kłoskom nadają przysadki, które są czarne z zielonym grzbietem, ustawione w dwóch rzędach. Poszczególne kwiaty składają się z 2–3 pręcików i słupka z trzema znamionami. Na szczycie kłoska bywa, że kwiaty są tylko pręcikowe.
OwocePodługowate, nieco trójścienne i ciemnobrązowe orzeszki długości 2/3 mm.

## Biologia i ekologia
Roślina jednoroczna. Rośnie na brzegach rzek i wysychających zbiorników wodnych. Najczęściej na podłożu żyznym, piaszczystym lub mulistym. Kiełkuje w zależności od sezonowego spadku poziomu wody i ekspozycji dna. Cykl życiowy potrafi zamknąć w ciągu czterech miesięcy. Kwitnie od lipca (czasem od czerwca) do października. Nasiona przenoszone są przez wodę, wraz z drobinami mułu przyczepionymi do stóp ptaków. Tworzą trwały bank nasion.
Liczba chromosomów 2n=36, 72. 
Gatunek charakterystyczny związku Elatini-Eleocharition.

## Znaczenie ekonomiczne
W południowych Stanach Zjednoczonych roślina zachwaszcza pola ryżowe.